# Eddie Butler (cantante)
Eddie Butler (in ebraico אדי בטלר‎?; Dimona, 2 ottobre 1971) è un cantante israeliano, rappresentante di Israele all'Eurovision Song Contest 1999 come parte degli Eden con il brano Yom huledet, e ancora all'Eurovision Song Contest 2006 con Together We Are One.

## Biografia
Appartenente ad una famiglia ebrea proveniente da Chicago, Eddie Butler ha iniziato la sua carriera musicale nel 1992 come corista della cantante Zehava Ben. Nel 1999 l'emittente televisiva israeliana IBA l'ha selezionato insieme ad altri tre ragazzi per formare la boy band Eden e rappresentare il paese all'Eurovision Song Contest 1999. Cantando Yom huledet, hanno conquistato il 5º posto su 23 partecipanti totalizzando 93 punti.
Dopo lo scioglimento del gruppo nel 2001, il cantante ha intrapreso una carriera da solista che l'ha visto esibirsi in Europa e Stati Uniti. Il 15 marzo 2006 ha partecipato a Kdam, la selezione del rappresentante israeliano per l'Eurovision, cantando Ze hazman e venendo incoronato vincitore dopo aver vinto il voto della giuria ed essere arrivato secondo nel televoto. Nella finale dell'Eurovision Song Contest 2006, che si è tenuta il successivo 20 maggio ad Atene, ha cantato una versione bilingue del suo pezzo chiamata Together We Are One e si è piazzato al 23º posto su 24 partecipanti con 4 punti totalizzati, tutti provenienti dalla Francia, dove è risultato il settimo più televotato della serata.

## Discografia

### Singoli
- 2006 – Together We Are One